# 더 플릿츠 인
더 플릿츠 인(The Fleet's In)은 미국에서 제작된 빅터 쉐트징거 감독의 1942년 뮤지컬, 멜로/로맨스 영화이다. 도로시 라무어 등이 주연으로 출연하였다.

## 출연

### 주연
- 도로시 라무어
- 윌리엄 홀든

### 조연
- 에디 브랙큰
- 베티 허튼
- 카스 댈리
- 길 램
- 리프 에릭슨
- 밥 이벌리
- 헬렌 오코넬
- 베티 제인 로즈
- 잭 노턴
- 바바라 브리튼
- 스탠리 앤드류스
- 카린 부스
- 랠프 브룩스
- 로드 캐머런
- 조지 M. 카리튼
- 잭 채핀
- 체스터 크루트
- 할 K. 도슨
- 지미 던디
- 린다 그레이
- 에디 홀
- 바바라 켄트
- 도널드 카
- 루이즈 라 플랜체
- 라일 라텔
- 틸라 로링
- 제임스 밀리칸
- 조 플로스키
- 레벨 랜들
- 필리스 루스
- 프레드 샌틀리
- 오스카 스미스
- 아치 트위첼
- 로버트 워윅
- 팻 웨스트
- 찰스 윌리엄스
- 맷 윌리스
- 데이브 윌록

## 제작진
- 원작자: 찰스 로빈슨
- 원작자: 케니언 니콜슨
- 협력프로듀서: 폴 존스
- 의상: 에디스 헤드